# 트램링크

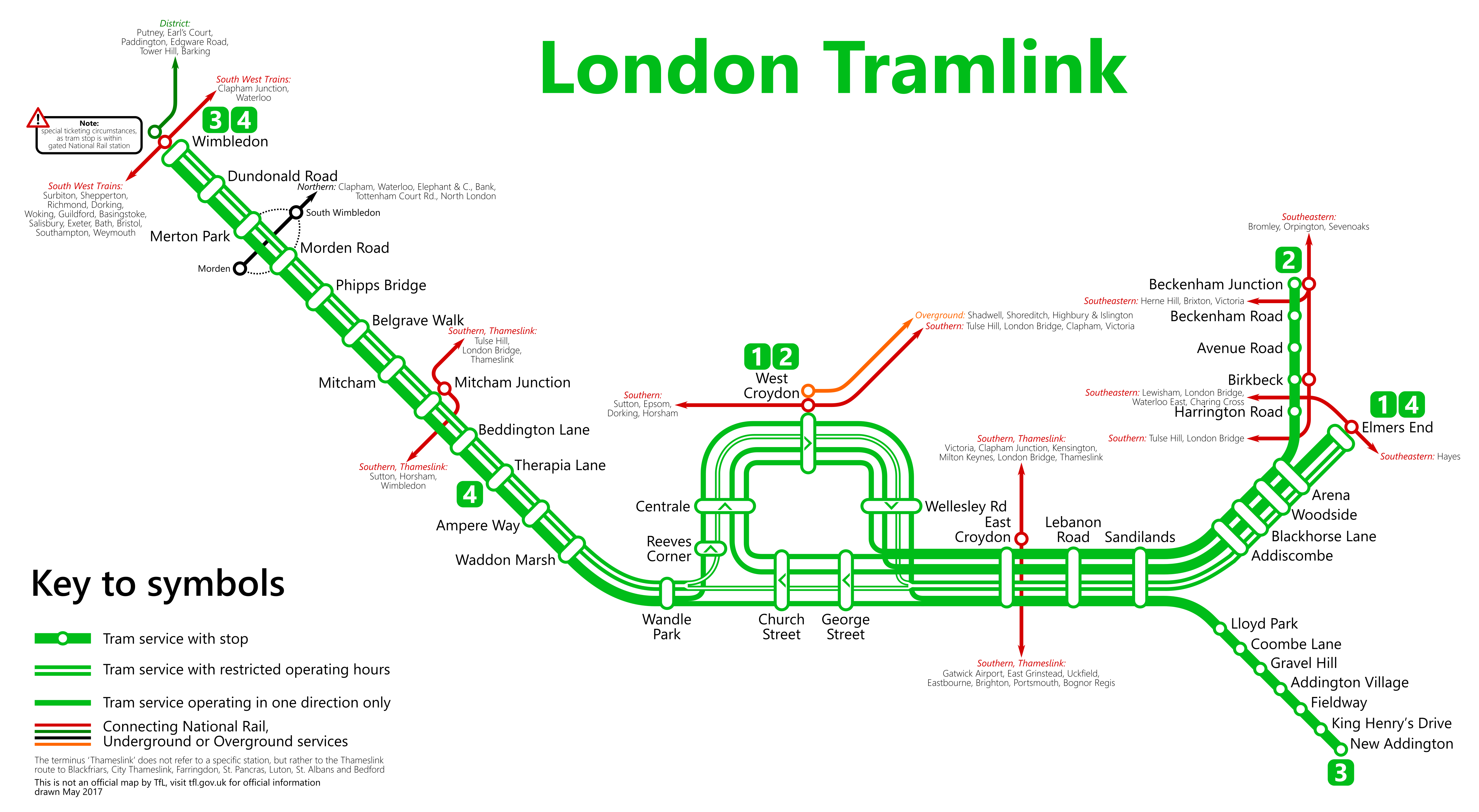
트램링크 2016년 노선도

런던 트램(London Trams)는 런던 남부를 달리는 노면 전차이다. 2000년에 개통했으며, 1952년 이래 런던에서 처음으로 개통한 노면 전차 시스템이다. 런던 트램은 런던 교통 공사(TfL)가 소유하고 퍼스트그룹이 운영하고 있다.

## 개요
현재 크로이던을 중심으로 윔블던, 베커넘 방면으로 총 4개의 노선이 운행되고 있으며, 28 km (17 mi)의 선로를 따라 39개의 정류장으로 구성된다. 런던 중심부에서 떨어진 곳을 달리기 때문에 관광객의 인지도는 낮다.
크로이던 순환부는 한쪽 방향이 단선으로, 도로와 병용한다. 그 밖의 부분은 거의 전용 궤도로 단선부분과 복선부분이 얽혀있다 (단복선). 또한 버크벡과 베케넘 정크션 사이는 서던의 노선과 평행히 달린다.
트램링크는 맨체스터 메트로링크, 타인 위어 메트로, 도클랜즈 경전철 다음으로 영국에서 4번째로 이용객이 많은 경전철 네트워크이다.

## 현재의 계통

### 정거장

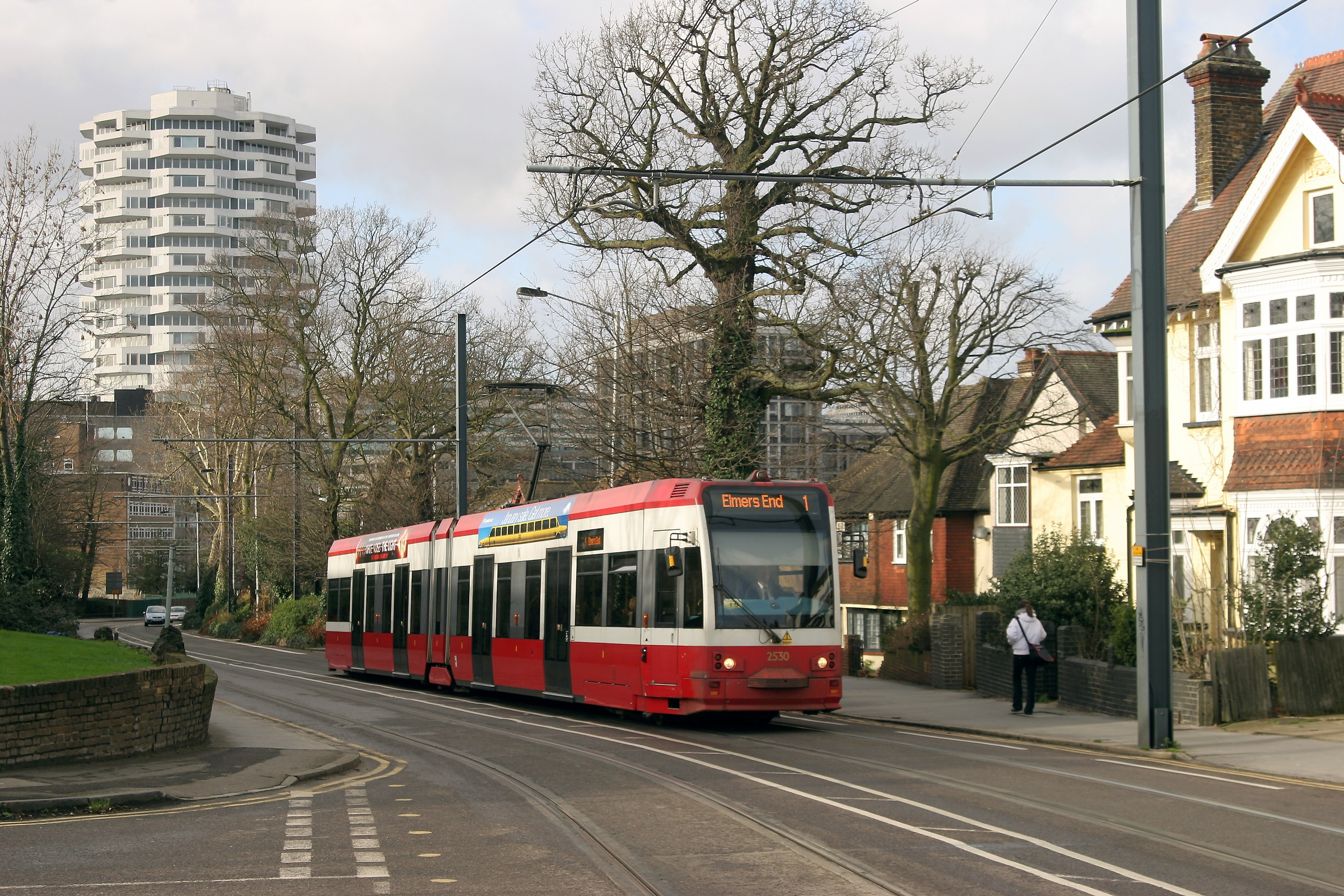
2004년 크로이든에서 출발하는 엘머즈 엔드 서비스의 2530호 트램.

트램 정류장은 선로에서 35 cm (14 in) 높이의 저상 승강장으로 되어있다. 모두 무인으로 운영되며, 자동 티켓 기계를 가지고 있다. 일반적으로 승강장 간의 이동은 선로에 있는 건널목을 통해 횡단하여야 한다.
39개의 정거장이 있으며, 대부분 32.2 m (106 ft)의 길이를 가지고 있다. 높이는 차량 문과 거의 같으며 2 m (6 ft 7 in)보다 높다. 이를 통해 휠체어, 유모차 및 노인들이 계단을 오가며 전차에 쉽게 탑승 할 수 있다. 도로 구간에서는 정거장이 포장 도로와 통합되어 있다.
트램링크는 윔블던(Wimbledon)-웨스트 크로이던(East Croydon) 및 엘머즈 엔드(Elmers End)-쿰 레인(Coombe Lane)에 있는 몇몇 구 본선역을 사용한다. 철도 승강장은 철거되어 엘머즈 엔드와 윔블던을 제외하고 트램링크 사양으로 재건되었다. 이 승강장에서는 평면 환승을 가능하게하기 위해 보다 높은 본선 승강장을 충족시키도록 선로 높이를 높였다.
2000년 5월에 단계적으로 도입된 트램 서비스에 38개의 역이 개장했다. 탬워스 로드(Tamworth Road)의 센트럴 역이 2005년 12월 10일에 개장하여 운행 소요 시간이 약간 늘어났다. 처리 시간이 이미 상당히 빡빡했기 때문에 시간 엄수를 유지하기 위해 추가 전차를 사는 문제가 제기되었다. 이러한 이유 때문에 부분적으로는 (2006년 7월 이후에 도입된) 서비스의 계획된 구조 조정을 고려하여, TfL은 새로운 전차에 대한 입찰을 발표했다. 그러나, 이것으로 인한 결과는 없다.
모든 정류장은 출입 금지, 포장 도로, CCTV, 여객 안내 지점, 여객 정보 디스플레이(PID), 쓰레기통, 티켓 기계, 게시판 및 가로등을 갖추고 있으며, 대부분 좌석과 보호소도 있다.
PID는 목적지와 다음에 정차되는 트램 두대의 도착 예정 시간을 표시한다. 또한 지연에 대한 정보나 선로에 물건 놓아 멈추게하는 기물 파손자에 대한 정보 등 컨트롤러가 표시하고자 하는 메시지를 나타낼 수도 있다.

### 노선

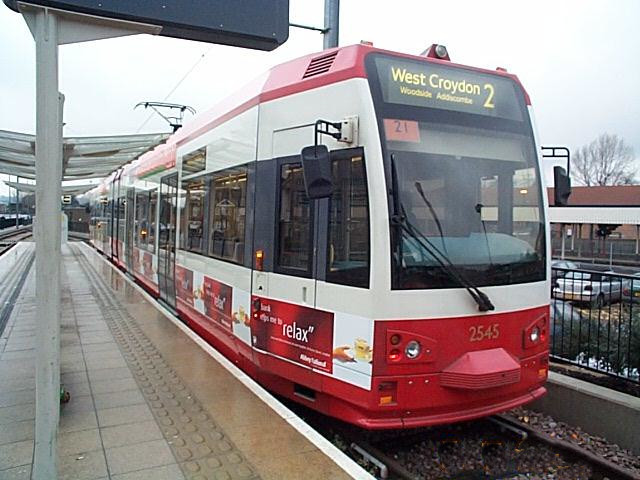
2001년 베케넘 정션에 정차한 초기 도색 2545호 트램

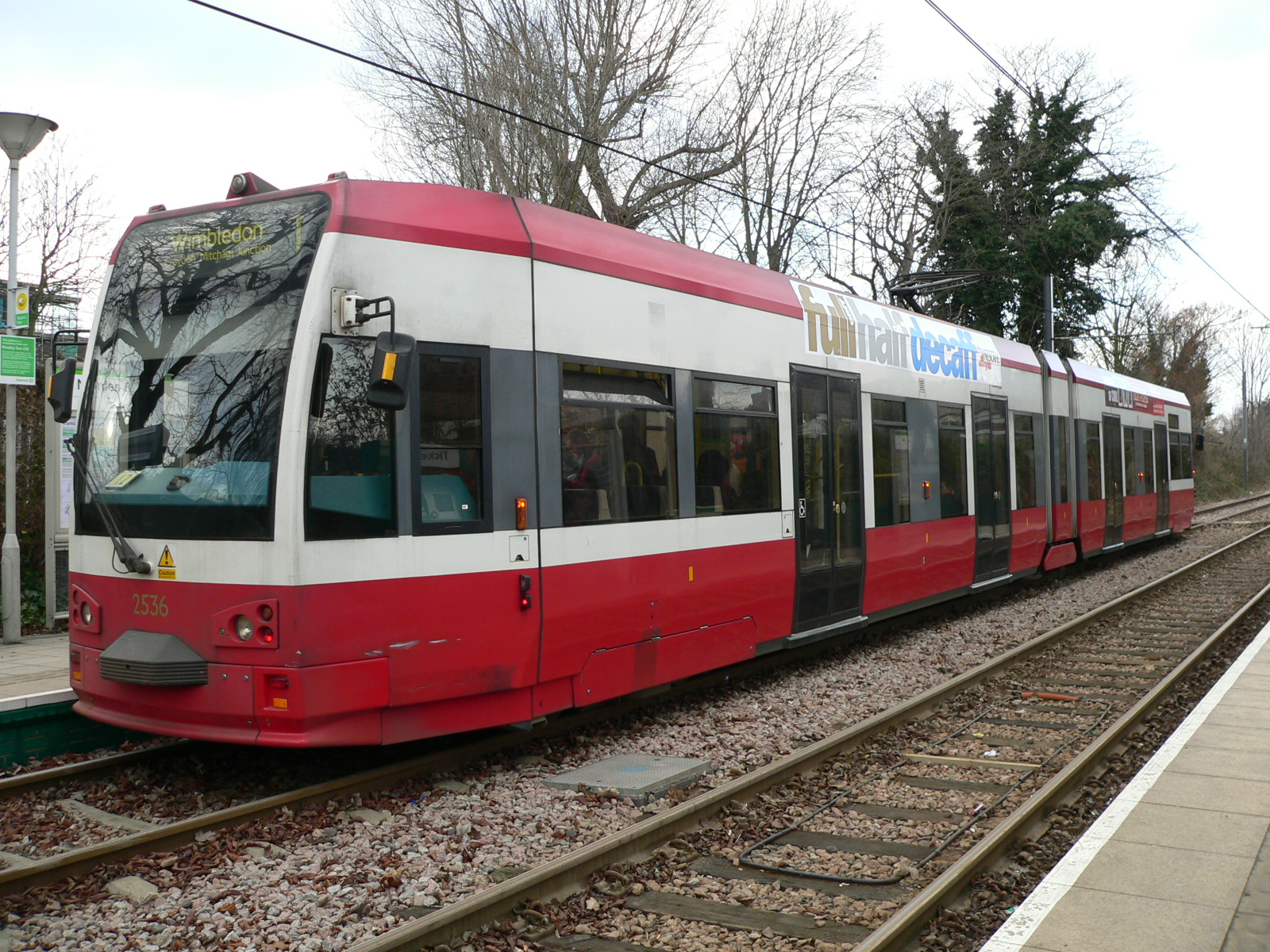
2006년 모던 로드에 정차한 2차 도색의 윔블던 행 2536호 트램.

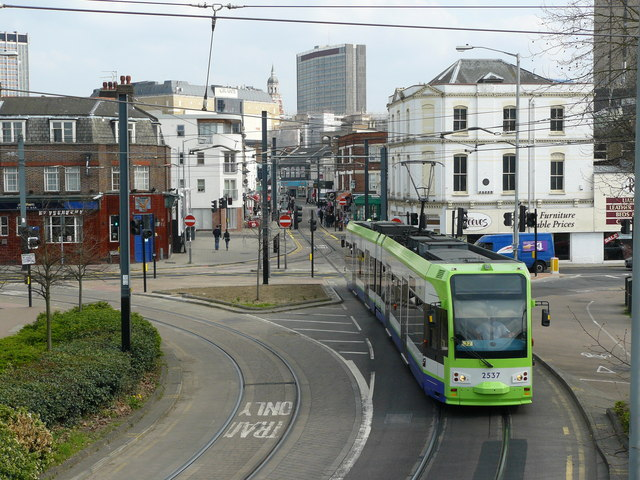
2009년에 리브스 코너를 지나 크로이던에 정차한 윔블던 행 전차.

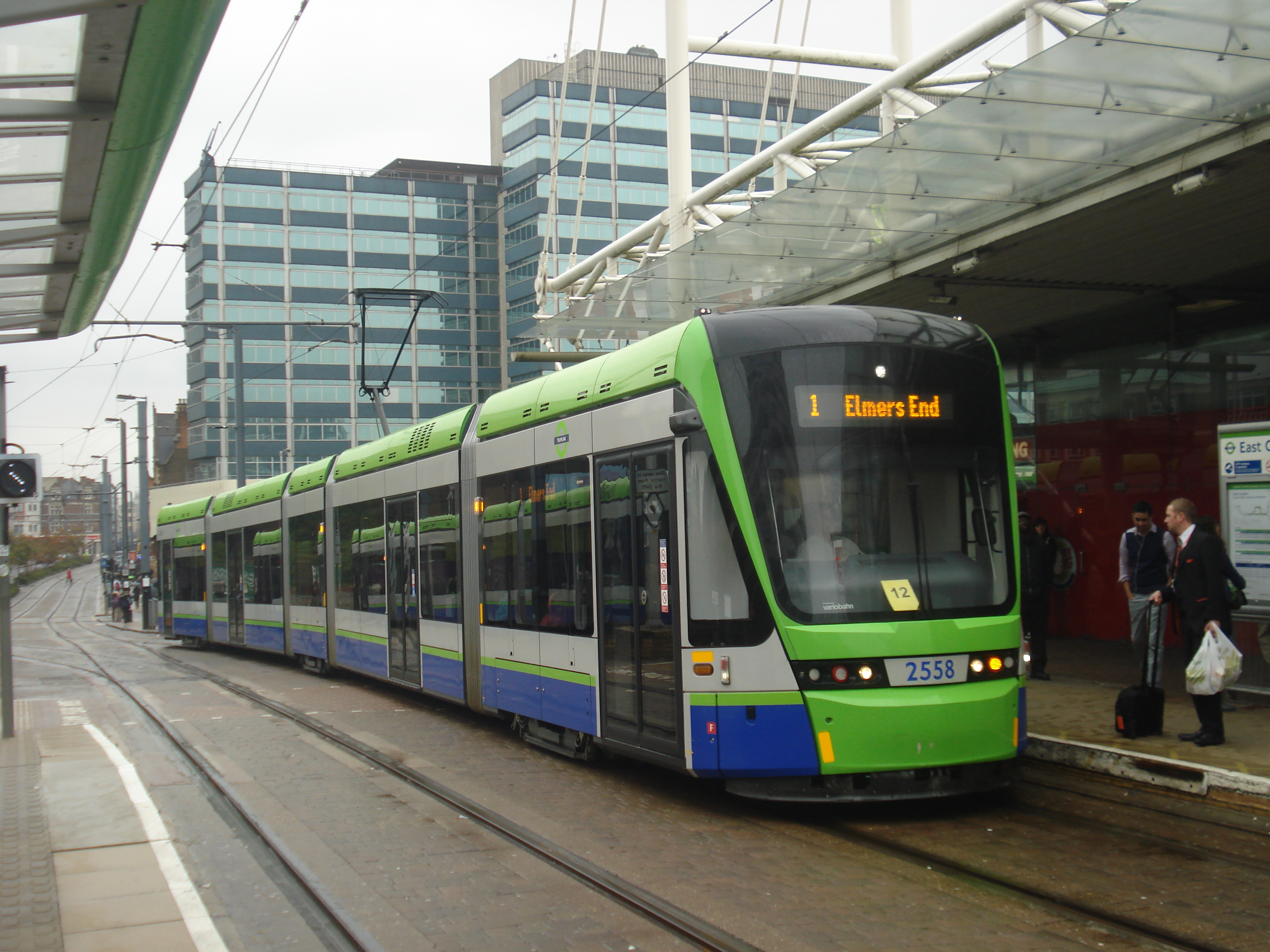
2013년 1번 노선 이스트 크로이던에서 2558호 트램

2016년 6월 1일부터 트램링크는 이전에 "London Connections" 노선도에서만 등장한 주요 지하철 노선도 표시되었다. 원래 경로는 1호선 윔블던 - 엘머즈 엔드, 2호선 크로이던 - 베케넘 정션, 3호선 크로이던 - 뉴 애딩턴으로 이루어졌다. 2006년 7월 23일, 엘머즈 엔드에서 크로이던까지의 루트 1, 베케넘 정션에서 크로이던으로 가는 루트 2, 뉴 애딩턴에서 윔블던으로 가는 루트 3으로 네트워크가 재구성되었다. 2012년 6월 테라피아 레인(Therapia Lane)에서 엘머즈 엔드까지 가는 루트 4가 출범했다. 2016년 4월 4일 월요일, 루트 4는 테라피아 레인에서 윔블던까지 확장되었다.
| 영어 역명                                                        | 한글 역명       | 접속 노선                     |
| ---------------------------------------------------------------- | --------------- | ----------------------------- |
| Elmers End                                                       | 엘머즈 엔드     | 종착역                        |
| Arena                                                            | 아레나          |                               |
| Woodside                                                         | 우드사이드      |                               |
| Blackhorse Lane                                                  | 블랙호스 레인   |                               |
| Addiscombe                                                       | 애디스컴        |                               |
| Sandilands                                                       | 샌딜런스        |                               |
| Lebanon Road                                                     | 레바논 로드     |                               |
| East Croydon                                                     | 이스트 크로이던 | 개트윅 또는 루턴 공항 행 열차 |
| George Street                                                    | 조지 스트리트   |                               |
| Church Street                                                    | 처치 스트리트   |                               |
| Centrale                                                         | 센트럴          |                               |
| West Croydon                                                     | 웨스트 크로이던 | 런던 오버그라운드             |
| Wellesley Road                                                   | 웰즐리 로드     |                               |
| 이후 이스트 크로이던을 거쳐 루트 2를 통해 베케넘 정션으로 돌아옴 |                 |                               |

| 영어 역명                                                      | 한글 역명       | 접속 노선                     |
| -------------------------------------------------------------- | --------------- | ----------------------------- |
| Beckenham Junction                                             | 베케넘 정션     | 종착역                        |
| Beckenham Road                                                 | 베케넘 로드     |                               |
| Avenue Road                                                    | 애비뉴 로드     |                               |
| Birkbeck                                                       | 버크벡          |                               |
| Harrington Road                                                | 해링턴 로드     |                               |
| Arena                                                          | 아레나          |                               |
| Woodside                                                       | 우드사이드      |                               |
| Blackhorse Lane                                                | 블랙호스 레인   |                               |
| Addiscombe                                                     | 애디스컴        |                               |
| Sandilands                                                     | 샌딜런스        |                               |
| Lebanon Road                                                   | 레바논 로드     |                               |
| East Croydon                                                   | 이스트 크로이던 | 개트윅 또는 루턴 공항 행 열차 |
| George Street                                                  | 조지 스트리트   |                               |
| Church Street                                                  | 처치 스트리트   |                               |
| Centrale                                                       | 센트럴          |                               |
| West Croydon                                                   | 웨스트 크로이던 | 런던 오버그라운드             |
| Wellesley Road                                                 | 웰즐리 로드     |                               |
| 이후 이스트 크로이던을 거쳐 루트 1을 통해 엘머즈 엔드로 돌아옴 |                 |                               |

| 영어 역명                                        | 한글 역명        | 접속 노선                     |
| ------------------------------------------------ | ---------------- | ----------------------------- |
| New Addington                                    | 뉴 애딩턴        | 종착역                        |
| King Henry's Drive                               | 킹 헨리 드라이브 |                               |
| Fieldway                                         | 필드웨이         |                               |
| Addington Village                                | 애딩턴 빌리지    |                               |
| Gravel Hill                                      | 그라벨 힐        |                               |
| Coombe Lane                                      | 쿰 레인          |                               |
| Lloyd Park                                       | 로이드 파크      |                               |
| Sandilands                                       | 샌딜런스         |                               |
| Lebanon Road                                     | 레바논 로드      |                               |
| East Croydon                                     | 이스트 크로이던  | 개트윅 또는 루턴 공항 행 열차 |
| George Street                                    | 조지 스트리트    |                               |
| Church Street                                    | 처치 스트리트    |                               |
| Wandle Park                                      | 완들 파크        |                               |
| Waddon Marsh (for Purley Way retail parks)       | 와던 마시        |                               |
| Ampere Way (for Valley Park retail park)         | 암페어 웨이      |                               |
| Therapia Lane                                    | 테라피아 레인    |                               |
| Beddington Lane                                  | 베딩턴 레인      |                               |
| Mitcham Junction                                 | 미첨 정션        |                               |
| Mitcham                                          | 미첨             |                               |
| Belgrave Walk                                    | 벨그레이브 워크  |                               |
| Phipps Bridge                                    | 핍스 브리지      |                               |
| Morden Road                                      | 모던 로드        |                               |
| Merton Park                                      | 머튼 파크        |                               |
| Dundonald Road                                   | 던도널드 로드    |                               |
| Wimbledon                                        | 윔블던           | 이후 완들 파크로 돌아감       |
| Reeves Corner                                    | 리브스 코너      |                               |
| Centrale                                         | 센트럴           |                               |
| West Croydon                                     | 웨스트 크로이던  | 런던 오버그라운드             |
| Wellesley Road                                   | 웰즐리 로드      |                               |
| 이후 이스트 크로이던을 거쳐 뉴 애딩턴으로 돌아옴 |                  |                               |

| 영어 역명                                        | 한글 역명       | 접속 노선                     |
| ------------------------------------------------ | --------------- | ----------------------------- |
| Elmers End                                       | 엘머즈 엔드     | 종착역                        |
| Arena                                            | 아레나          |                               |
| Woodside                                         | 우드사이드      |                               |
| Blackhorse Lane                                  | 블랙호스 레인   |                               |
| Addiscombe                                       | 애디스컴        |                               |
| Sandilands                                       | 샌딜런스        |                               |
| Lebanon Road                                     | 레바논 로드     |                               |
| East Croydon                                     | 이스트 크로이던 | 개트윅 또는 루턴 공항 행 열차 |
| George Street                                    | 조지 스트리트   |                               |
| Church Street                                    | 처치 스트리트   |                               |
| Wandle Park                                      | 완들 파크       |                               |
| Waddon Marsh (for Purley Way retail parks)       | 와던 마시       |                               |
| Ampere Way (for Valley Park retail park)         | 암페어 웨이     |                               |
| Therapia Lane                                    | 테라피아 레인   |                               |
| Beddington Lane                                  | 베딩턴 레인     |                               |
| Mitcham Junction                                 | 미첨 정션       |                               |
| Mitcham                                          | 미첨            |                               |
| Belgrave Walk                                    | 벨그레이브 워크 |                               |
| Phipps Bridge                                    | 핍스 브리지     |                               |
| Morden Road                                      | 모던 로드       |                               |
| Merton Park                                      | 머튼 파크       |                               |
| Dundonald Road                                   | 던도널드 로드   |                               |
| Wimbledon                                        | 윔블던          | 이후 완들 파크로 돌아감       |
| Reeves Corner                                    | 리브스 코너     |                               |
| Centrale                                         | 센트럴          |                               |
| West Croydon                                     | 웨스트 크로이던 | 런던 오버그라운드             |
| Wellesley Road                                   | 웰즐리 로드     |                               |
| 이후 이스트 크로이던을 거쳐 엘머즈 엔드로 돌아옴 |                 |                               |

### 경로색 변경
TfL에 인수된 이후 루트 1과 2를 하나의 서비스로 결합하여 "Trams Green"(라임색)으로 도색된 새로운 네트워크 노선도가 설계되었다. (원래 루트 1은 노란색, 루트 2는 빨간색, 루트 3은 어두운(디스트릭트 선)녹색이었다.) 루트 1의 엘머즈 엔드 발 트램은 중앙 크로이던에서 번호를 루트 2 (베케넘 정션)로 바꾸고, 다른 루트에서는 역방향으로 번호가 변경되지만, 루트 4의 도입에 비추어 변화할 가능성이 있다.

### 요금 체계

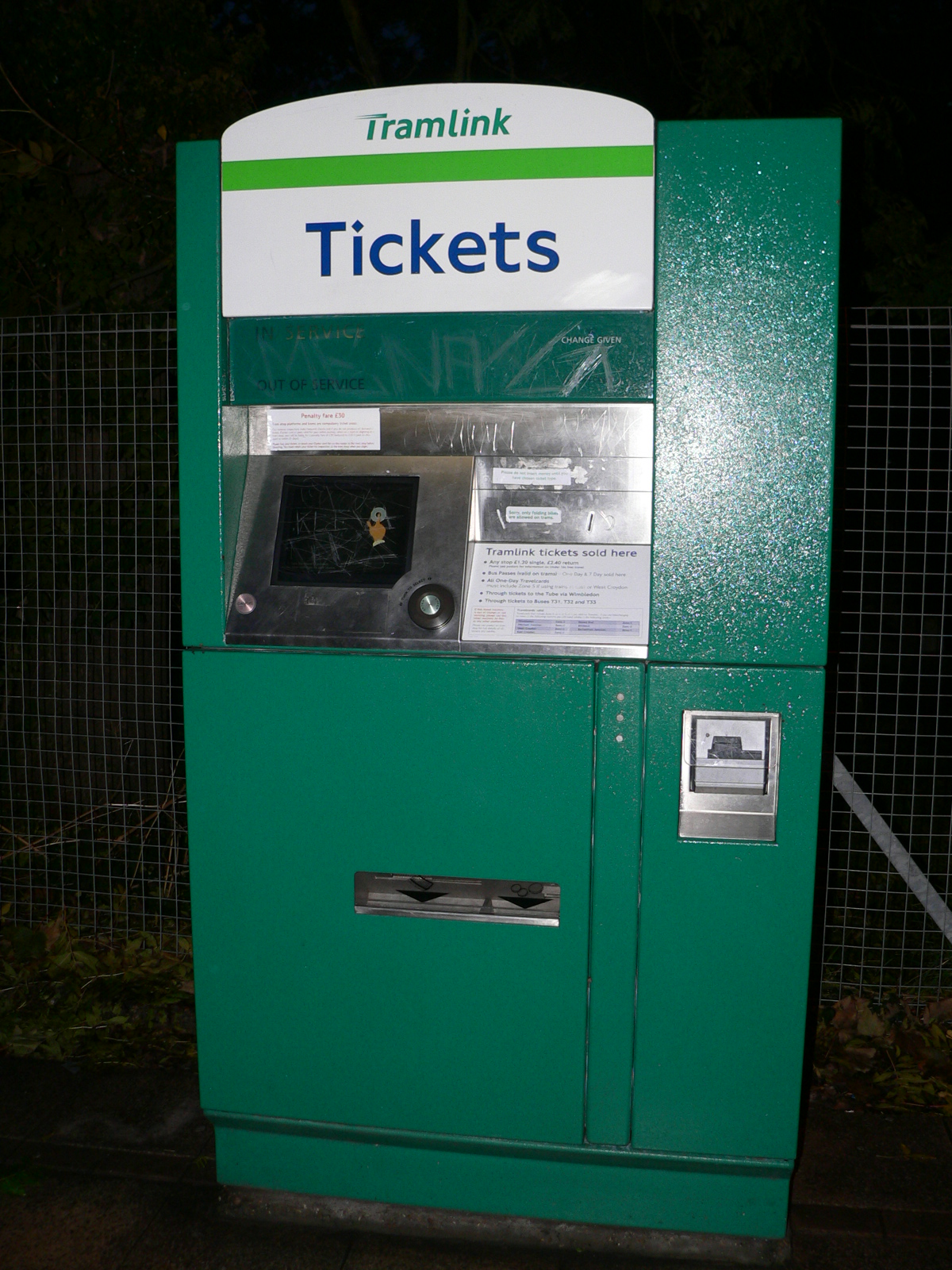
A Tramlink Ticket Machine

TfL 버스 패스는 트램링크에서도 사용가능하며, zones 3, 4, 5, 6 중 하나를 포함하는 트래블카드도 가능하다.
현금 요금 및 선불식 오이스터 카드 요금은 런던 버스와 동일하지만, 트램링크 보조 버스를 이용할 때 특별 요금이 적용될 수 있다.
오이스터 카드를 사용할 때, 승객은 전차에 탑승하기 전에 승강장에서 카드 인식을 해야 한다. 트램링크 정류장이 내셔널 레일과 런던 지하철 역 내에 있는 윔블던 역에서는, 트램링크 승객은 트램링크 승강장 진입전 개찰구에서 카드 인식하여 지하철 통행이 이루어지지 않았음을 시스템에 알려야한다.

## 보조 버스
뉴 애딩턴(New Addington), 필드웨이(Fieldway) 및 애딩턴 빌리지(Addington Village)에서 트램링크와 연결하는데 사용되는 T31, T32 및 T33번 버스가 정차했다. T31과 T32는 더 이상 운행되지 않으며, T33은 433로 노선번호가 변경되었다.

## 철도 차량
트램링크는 34대의 차량으로 운행된다. 원래 차량은 봄바디어 트랜스포테이숀에서 건설한 24개의 굴절식 저상형 CR4000 트램으로, 1952년에 폐쇄된 옛 런던 전차망에서 가장 높은 트램 번호였던 2529호에서 이어지는 2530호로 번호가 시작된다. 2009년에는 차량이 기존의 빨간색에서 녹색으로 재도색되었다.
2011년 1월, 트램트랙 크로이던(Tramtrack Croydon)은 2011년 여름 말까지 10개의 신상 또는 중고 트램을 공급하기 위해 입찰을 시작했다. 트램은 테라피아 레인과 엘머즈 엔드 사이에서 사용된다. 2011년 8월 18일, TfL은 Stadler Rail이 노르웨이 베르겐의 Bybanen에서 사용하던 것과 유사한 Variobahn 전차 6대를 공급하기 위해 1975만 달러의 계약을 체결했다고 발표했다. 이들은 2012년에 운행에 도입했다. 2013년 8월, TfL은 2015년에 윔블던-크로이던 간 연결로 6개의 Variotram을 추가로 주문했으며, 주문은 나중에 6개로 늘어났다. 이로 인해 2015년에는 총 Variotram 차량이 10개가 되었고, 마지막 두 트램이 도입된 2016년에는 12개가 되었다.
2535호 트램(자체적으로 크로이던 네트워크를 처음 운행)은 크로이던 트램링크(Croydon Tramlink) 비공식 웹사이트의 창립자이자, 26세의 나이에 교통사고로 사망한 Stephen Parascandolo를 기리는 명패를 소지하고 있다.
| 유형      | 사진 | 최고속도 | 최고속도 | 차량 대수 | 제조년도  | 차량 번호 |
| 유형      | 사진 | mph      | km/h     | 차량 대수 | 제조년도  | 차량 번호 |
| --------- | ---- | -------- | -------- | --------- | --------- | --------- |
| CR4000    |      | 50       | 80       | 24        | 1998–2000 | 2530–2553 |
| Variobahn |      | 50       | 80       | 6         | 2011–2012 | 2554-2559 |
| Variobahn | 6    | 50       | 80       | 2014–2016 | 2560-2565 |           |

### 엔지니어 차량
트램링크 건설을 목적으로 엔지니어 차량(Engineering vehicles)을 도입하였다. 2006년 11월 크로이던 트램링크는 독일철도에서 5대의 중고 엔지니어링 차량을 구매했다. 이들은 DB Klv 53형 엔지니어 트램(트램라인 서비스에서 058과 059로 번호 매김)과 3개의 4륜 화차 (060, 061, 062로 번호 매김) 3개가 있다. 058호 운행 트램과 061호 화차는 모두 2010년 국립 트램웨이 박물관에 판매되었다.